# Rhipidia rhasma
Rhipidia rhasma är en tvåvingeart som först beskrevs av Alexander 1971.  Rhipidia rhasma ingår i släktet Rhipidia och familjen småharkrankar.
Artens utbredningsområde är Peru. Inga underarter finns listade i Catalogue of Life.